# Feria taurina de San José

La Feria de San José o también conocida por Feria de Fallas, o Feria taurina de Fallas es una serie de festejos taurinos que se celebran en la Plaza de Toros de Valencia, durante la semana fallera y los días posteriores, en torno a la festividad de San José (19 de marzo). 
La Feria de San José es la primera de las grandes ferias taurina que se celebran en España y la segunda con la que se inicia la temporada taurina en España, detrás de la feria de Valdemorillo, y la más importante de las tres que se organizan en Valencia (las otras dos son la Feria de Julio, la Feria de la Comunidad Valenciana que se celebra en octubre) a las que se le añade la celebración de un festejo con motivo de las fiestas de la virgen de los Desamparados celebrada el 9 de mayo y que se incluye como abono de la de San José.
La Feria de San José se compone de entre seis y siete corridas de toros, un festejo de rejones, dos novilladas con picadores y dos novilladas más sin picadores. Siendo el día de San José (19 de marzo) el día grande en el que las figuras del toreo  lidian las ganaderías más destacadas.

## Historia

### Inicios
Con motivo de la festividad de San José se realizaron corridas de toros en los barrios de Valencia, sin que estos tuviesen relación con la feria posterior, en  el siglo XIX, en 1899 concretamente. También con motivo de esta fiesta se lidiaron reses el 19 de marzo de 1910 en la que torearon Rafael el Gallo y José Claro Pepete III en un mano a mano reses de Concha y Sierra; existía sin embargo la Feria de Julio que ya tenía cierta importancia dentro del circuito taurino.  Otros festejos en la festividad de San José fueron los que se celebraron en 1921 donde se anunciaron toros de la ganadería del marqués de Guadalest lidiados por los espada Julián Saiz Saleri II, Manuel Jiménez Chicuelo y Manuel Granero, periodo (1921 y 1922) en que se sentaron las bases para lo que sería la feria de San José años después, aprovechando la fama adquirida por Manuel Granero pero, al fallecer el 7 de septiembre de 1922 el proyecto de crear una feria taurina quedó suspendido hasta el impulso que le dio el torero Vicente Barrera Cambra.
En las fiestas de San José entre los años 1925 y 1927 solo se realizaron novilladas, retomando las corridas con toros el 19 de marzo de 1928 con un cartel de toreros valencianos, fueron Manolo Martínez, Vicente Barrera y Enrique Torres, ante toros de Concha y Sierra. Fue con Vicente Barrera aclamado por la afición valenciana, con quien se anunció la primera edición oficial de la Feria de San José en el año 1929, y se anunciaron en los carteles taurinos: «...grandes corridas de toros  con motivo de las Fiestas de San José.»
El 18 de marzo de 1930 con motivo de la feria se celebró una corrida de toros en la que se anunciaron Marcial Lalanda, Vicente Barrera Cambra  y Manolo Bienvenida, con la presentación de la ganadería brava del Marqués de Guadalest.  El día 19 de marzo festividad de San José repitieron cartel Marcial Lalanda y Vicente Barrera que hicieron el paseíllo junto a Enrique Torres Herrero que lidiaron toros de la ganadería de bravos de Carmen de Federico, en el festejo actuó el picador Manos Duras que resultó herido.
En la feria de San José tomaron la alternativa toreros como Luis Gómez El Estudiante en 1932, al año siguiente Fernando Domínguez  en 1933 y Luis Díaz Madrileñito dos años después en 1935. Durante la guerra civil española la feria quedó suspendida, el último festejo celebrado fue el de 1936, en él tomaron la alternativa los toreros Jaime Pericás y Ventura Núñez Venturita.
Entre las ganaderías de bravos anunciadas en los inicios de la feria se encuentran la ya mencionada Concha y Sierra, la del Duque de Tovar, la del Marqués de Guadalest, la de Carmen de Federico, la ganadería Villamarta, la de Antonio Pérez o la del Montalvo.

## Temporada 2020
Los carteles taurinos de la temporada 2020 de la Feria taurina de San José se presentaron el 6 de febrero en la sala Alfonso el Magnánimo del Centro Cultural La Beneficencia de Valencia. Se anunciaron seis corridas de toros –dos menos que en la temporada de 2019–, una de rejones, dos novilladas con picadores y una sin picadores con alumnos de diferentes escuelas de tauromaquia, que se celebrarán entre el 8 y el 19 de marzo. Junto a los festejos de feria, dentro del abono se anunció una novillada para el  9 de mayo, día de la Virgen de los Desamparados patrona de la ciudad.
Como novedad se anunció la reaparición de Andrés Roca Rey tras la lesión cervical que le apartó de los ruedos españoles, el regreso de Morante de la Puebla tras cuatro años de ausencia y la corrida con motivo de la celebración del 30.º aniversario de la toma de la alternativa del diestro Enrique Ponce.  Entre los espadas que no se anuncian en la feria se encuentran entre otros El Juli por falta de acuerdo y Alejandro Talavante torero que ha anunciado su regreso a los ruedos este año. Las ganaderías bravas anunciadas se mantienen igual que la temporada anterior con predominio de encaste Juan Pedro Domecq.
El 10 de marzo de 2020 la Generalidad Valenciana tras una reunión con el Gobierno a consecuencia de la epidemia por coronavirus que afecta al país, decidió la suspensión de las fiestas de Fallas y el aplazamiento de la feria taurina hasta que la situación sanitaria permita su realización.